# Монкада Тапиа, Хосе Мария
Хосе́ Мари́я Монка́да Та́пиа (исп. José María Moncada Tapia; 8 декабря 1870, Сан-Рафаэль-дель-Сур, Никарагуа — 23 февраля 1945, Манагуа, Никарагуа) — никарагуанский политический деятель, военный, журналист, писатель и педагог. Президент Никарагуа в 1929—1933 годах.

## Биография
Хосе Мария Монкада Тапиа родился в семье небогатых землевладельцев-креолов Немесио Монкады и его жены Соилы Тапиа. Один из его предков, Консепсьон Монкада, выходец из Гондураса, был помощником президента Центральноамериканской Федерации Франсиско Морасана, и, отойдя от дел, поселился в никарагуанском городе Окоталь. Детство Хосе прошло на берегу озера Никарагуа, в Масатепе (департамент Масая), где постоянно проживали его родители. Он получил начальное образование в колледже «San Carlos» в Масатепе, а затем продолжил обучение в Восточном национальном институте в Гранаде под руководством профессора Исагирре. В 1888 году, в возрасте 18 лет, Монкада получил степень бакалавра.

### Журналист, эмигрант, преподаватель
Гранадский университет, как и весь юг Никарагуа, был оплотом правившей в те годы Консервативной партии и в том же 1888 году Хосе Мария Монкада вступил в её ряды. Отдавая основное время преподаванию, он так же занимался литературной деятельностью, а в 1893 году основал в Гранаде газету «El Centinela», которая выходила около года. Однако вскоре Монкада принял участие в восстании консерваторов и эмигрировал в Гондурас. Он стал противником нового президента страны либерала Хосе Сантоса Селайи, но в эмиграции вышел из Консервативной партии и сам стал либералом. В Гондурасе Монкаде удалось сделать карьеру не только как педагогу, но и как журналисту и политику. В 1899 году он начал издавать в столице страны Тегусигальпе газету «Patria», в 1904 опубликовал научную работу «Образование, труд и наука», а в 1906 году занял пост заместителя министра иностранных дел в консервативном правительстве доктора Мануэля Бонильи. Однако в 1907 году Бонилья был свергнут и бежал в Белиз, а Х. М. Монкада был вынужден уехать из Гондураса. В 1908 году он издал в Мадриде эссе «Cosas de Centroamérica», о поэте Хосе Батресе Монтуфаре (1809—1844), получив за него награду гватемальского журнала «Электра».

### Участие в Прибрежной революции и новая эмиграция
В октябре 1909 года либерал Хуан Эстрада поднял на атлантическом побережье восстание против президента Селайи получившее название Прибрежная революция (исп.  Revolución de la Costa). Монкада воспользовался этой возможностью вернуться на родину, принял участие в восстании, в 1910 году занял посты военного министра и министра иностранных дел в правительстве Эстрады и возобновил издание своей газеты «El Centinela» в Манагуа. Но этот период успехов продолжался недолго. Посол США в Никарагуа считал, что именно Монкада подтолкнул президента Эстраду к аресту военного министра Луиса Мены 8 мая 1911 года, что привело к падению правительства. Не получив поддержки армии, Хуан Эстрада передал власть вице-президенту Адольфо Диасу и эмигрировал в США. Вместе с ним уехал в США и Хосе Мария Монкада. В 1911 году в Нью-Йорке он начал издавать газету «Heraldo Americano» для распространения в Никарагуа, заявил о признании доктрины Монро и предложил всем латиноамериканским республикам безоговорочно её принять. В 1912 году Монкада направил на имя президента США Вудро Вильсона свою версию гибели «Титаника» (The Titanic tragedy as told by Oscar one of the survivors) и сочинение о социальном мире (The social world y La Escuela de lo Porvenir), так и оставшиеся без ясного ответа.

### Конституционалистская война
Ситуация изменилась в 1913 году, когда поднявший мятеж против правительства Адольфо Диаса генерал Луис Мена потерпел поражение. Хосе Мария Монкада вернулся на родину, в 1914 году начал издавать в Манагуа газету «El Nacionalista» и поступил на государственную службу. В 1920 году он впервые столкнулся с будущим лидером повстанческого движения Аугусто Сесаром Сандино, когда по поручению местных властей прибыл в селение Никоноомо и заставил того распустить свой потребительско-сбытовой кооператив. В 1921 году Монкада издал в Сан-Хосе (Коста-Рика) брошюры, касающиеся истории Гондураса — «Educación, trabajo y ciencia» (второе издание) и «El ideal ciudadano».
Поворотом в судьбе Х. М. Монкады стало движение, получившее название Конституционалистской войны (исп. Guerra Constitucionalista) или Конституционалистской революции (исп.  Revolución Constitucionalista). После того, как в 1925 году Эмилиано Чаморро захватил власть, Монкада, не будучи профессиональным военным, стал одним из руководителей вооружённого сопротивления режиму консерваторов. 2 мая 1926 года он поднял и возглавил восстание в Блуфилдсе, однако уже 7 мая в порт вошел крейсер ВМС США «Кливленд» и вскоре восстание было подавлено. Монкада эмигрировал в Гватемалу, куда прибыл и смещённый вице-президент либерал Хуан Сакаса, который назначил Монкаду командующим армией. По разработанному ими плану в августе 1926 года Монкада вновь высадился на атлантическом побережье Никарагуа и с боями закрепился в Пуэрто-Кабесасе. Когда 2 декабря 1926 года Пуэрто-Кабесас был провозглашён либералами временной столицей, провозглашённый в тот же день президентом Сакаса назначил Монкаду военным министром. Монкада принял участие в переговорах в Коринто на борту эсминца ВМС США «Денвер», во время которых заявил контр-адмиралу Джулиану Латимеру, что решением проблемы может быть только проведение свободных и беспристрастных выборов под контролем США. Контакты Монкады с Латимером вызвали недовольство в рядах либералов, и главнокомандующий армией генерал Луис Бельтран Сандоваль предложил Сакасе арестовать и расстрелять военного министра, ведущего тайные переговоры с американцами. Но Сакаса приказал Сандовалю подчинятся Монкаде и «не вызывать раскола в рядах либералов» . 24 декабря 1926 года Латимер потребовал от армии либералов очистить Пуэрто-Кабесас и армия Монкады спешно отступила по побережью на юг, в Принсапольку, оставив оружие и Сакасу в Пуэрто-Кабесасе.
Несмотря на такой поворот событий, Монкада сумел организовать свои войска и уже в январе 1927 года его силы начали выходить к городам западного побережья. В феврале ими была взята Чинандега, после чего завязались тяжёлые бои с правительственной армией. Основные силы Монкады были окружены в Чонталес, но 11 марта 1927 года отряд Аугусто Сесара Сандино выступил для их поддержки и в апреле прорвал окружение в местечке Эль-Бехуко. Монкада встретился с Сандино в Лас-Мерседесе, а затем выступил в Боакито. Теперь армия либералов угрожала столице. Впрочем, истинное соотношение сил так и осталось неясным: Сандино утверждал 12 мая того же года, что семитысячная армия либералов обладала абсолютным превосходством над правительственными войсками и вскоре могла войти в столицу, но военный атташе США в Никарагуа оценивал силы противостоящих сторон иначе: 1 600 либералов против 3 400 правительственных войск.
В начале апреля 1927 года в Никарагуа был направлен личный представитель президента США, бывший военный министр США полковник Генри Стимсон, который выступил посредником между воюющими сторонами. Он добился того, чтобы президент Адольфо Диас 22 апреля выступил с т. н. «Шестью пунктами Диаса», предлагавшими компромисс между сторонами. Монкада согласился на 48-часовое перемирие и начал переговоры.

### Пакт Эспино-Негро
Генри Стимсон в своих мемуарах называл Монкаду «жизненной силой революции», известной в Никарагуа личностью, солдатом и интеллектуалом. «Я также подумал, — писал Стимсон, — что он, лично разделяя страдания и утраты, вызванные революцией, был бы менее придирчивым, чем гражданские руководители его партии, в достижении подлинно справедливого компромисса. Ранним утром 4 мая 1927 года Стимсон прибыл в ставку Монкады в Типитапе на реке, соединяющей озеро Никарагуа с озером Манагуа. В тот же день Стимсон вне рамок официальных переговоров дважды встретился с Монкадой на берегу реки Типитапа под деревом чёрного боярышника. В ходе переговоров было решено, что армия консерваторов будет разоружена в течение 8 суток, под контроль либералов перейдут шесть северных департаментов и два министерства — военное и внутренних дел. Монкада отказался от поста военного министра в правительстве Диаса, но получил обещание, что станет президентом на следующий четырёхлетний срок. На совещании в Боако, в котором Сандино не участвовал, генералы либеральной армии приняли решение не признавать Диаса президентом, но Стимсон отверг это решение, заявив, что Диас признан США и этого уже нельзя изменить. 7 мая генерал Монкада призвал войска либералов как можно скорее сдать оружие, а 9 мая было объявлено, что Монкада и Латимер договорились, что оружие будет сдаваться армии США, и что за каждую винтовку сторонники либералов получат новый костюм и по 10 долларов. 20 мая 1927 года в Пуэрто-Кабесасе Сакаса издал декрет о сложении с себя полномочий и Монкада стал лидером либералов. Вскоре Манагуа встречал генерала Монкаду как победителя и консерваторы не препятствовали празднеству в его честь.
Однако позднее, в книге „Полушарие Свободы“, изданной в 1941 году, Монкада так оценивал пакт Эспино-Негро:
Американцы, ведомые их гуманными идеями, лишили оружия хороших, и поскольку плохие остались при своём оружии,  война продлилась еще четыре года. В международных делах, всё  происходит как в личных отношениях: когда разоружаются хорошие, плохие используют эту возможность.

### Проблема Сандино
Казалось, что Конституционалистская война завершилась миром, однако генерал Аугусто Сесар Сандино не принял компромисса в Типитапе и решил продолжать борьбу. 19 мая 1927 года он издал циркуляр властям Лас-Сеговиас, в котором заявлял: 
Движение конституционалистов, возглавляемое генералом Монкадой, видимо, прекращает своё существование, и опять народ стал жертвой американского господства и нерешительности своих политических вождей. Заслуга Монкады состоит в том, что это движение завершается мирным образом, но вместе с тем генерал повинен в полной деморализации армии. „Я прекращу конституционалистское движение, но до этого ещё пролью немало американской крови. Неважно, что будет со мной, но я выполню свой священный долг“ .
Попытка Монкады переубедить Сандино в конечном счёте не привела к успеху. Многие авторы, в том числе и Серхио Рамирес Меркадо, приводят высказывание Монкады во время его последней беседы с Сандино в мае 1927 года: „Умереть за народ? Но ведь это бред! Народ неблагодарен. Важно только одно: хорошо жить“ исп. General Sandino, no vale la pena sacrificarse, pueblo no agradece, lo bueno es vivir bien. Сам Сандино вспоминал слова Монкады о том, что Сандино „обязан подчиниться решению большинства, потому что нужно быть сумасшедшим, чтобы драться с американцами“ . Не решившись раньше времени выходить на конфликт, Сандино попросил разрешения сдать оружия в Хинотеге, но, приведя в неё свои войска, заявил о продолжении борьбы.
21 мая 1927 года Монкада при поддержке сил США занял Хинотегу и по телеграфу предложил Сандино сдаться. Он пообещал генералу пост политического начальника Хинотеги, денежную компенсацию за службу в армии и место в Палате депутатов Национального конгресса, но Сандино отказался.
После боёв за Окоталь генерал Монкада в своём публичном заявлении обвинил своего бывшего подчинённого в грабежах, вымогательстве и насилии по отношению к коммерсантам Хинотеги. Он утверждал, что Сандино  „посвятил время тому, чтобы убивать своих врагов, как консерваторов, так и либералов. Он проявил крайнюю жестокость к пленным, никогда не оставляя их в живых“ .
 „Я не могу принять такой войны. — заключал Монкада — И никогда её не приму…“ .

### К президентству
Вскоре Монкада с верительными грамотами совершил поездку в США, чтобы гарантировать свободные выборы, и вернулся в Никарагуа 18 декабря 1927 года.
19 февраля 1928 года открылась чрезвычайная сессия Большого конвента Либеральной националистической партии, который избрал Хосе Марию Монкаду кандидатом в президенты, а доктора Х.Антонио Медрано в вице-президенты .
4 ноября 1928 года прошли президентские выборы под наблюдением американского генерала Фрэнка Росса Маккоя в которых участвовали 132 049 избирателей. На них Монкада одержал победу, получив 70 310 голосов (76 210 — по данным Manual electoral del periodista . 1996. Managua: Programa Medios para la Democracia-Nicaragua, р. −10.), а его противник консерватор Адольфо Бенард — 55 839  (Данные о результатах выборов разнятся. По данным госдепартамента США за Монкаду голосовали 76 676 избирателей, за Бенарда — 56 987.
В ноябре 1928 года президент США Герберт Кларк Гувер встретился с лидерами Никарагуа Хосе Марией Монкадой, Эмилиано Чаморро и Адольфо Диасом на борту крейсера „Мэриленд“. Избрание либерала Монкады президентом должно было разрядить обстановку в стране и устранить причины гражданской войны, однако, вопреки ожиданиям руководства США, этого не произошло. Теперь само американское военное присутствие стало для повстанцев ведущим мотивом для продолжения борьбы. 20 ноября 1928 года в частном письме Сандино сообщал, что принял решение призвать Консервативную и Либеральную партии объединить с ним усилия и создать правительство во главе с доктором Педро Хосе Сепедой.

### Президент Никарагуа

#### Временное затишье
1 января 1929 года генерал Хосе Мария Монкада принял от Адольфо Диаса полномочия президента страны. Пост вице-президента занял Энок Агуадо Фарфан, заменивший Х. А. Медрано. Ни Либеральная, ни Консервативная партии не отозвались на призыв Сандино выступить против Монкады, но в тот же день Сандино направил новому президенту и адмиралу Селлерсу письмо, в котором говорилось, что соглашение о мире возможно лишь при условии ухода армии США из Никарагуа. Но Монкада видел в американской армии гарантию стабильности. Он заявил в интервью „The New York Times“: 
Американская морская пехота является единственной гарантией свободы и процветания. Если она покинет Никарагуа, воцарится анархия… .

После прихода Монкады к власти активность сандинистов упала, а сам Сандино выехал на лечение и для закупки оружия в Мексику, которая не признала Монкаду законным президентом. Однако, не желая портить только что налаженные отношения с США, мексиканское правительство Эмилио Портеса Хиля в оружии Сандино отказало. В апреле посол США в Мехико Дуайт Морроу на аудиенции предложил Портесу Хилю признать Монкаду законным президентом, но тот отказался это сделать, предложив своё посредничество в Никарагуа. Портес Хиль обещал уговорить Сандино примириться с правительством и включить свою повстанческую армию в состав кадровой армии Никарагуа. Со своей стороны посол Морроу должен был рекомендовать Госдепартаменту США вывести войска, а президент Монкада — официально попросить их вывода. Но план не сработал: вскоре Монкада объяснял секретарю посольства Мексики в Коста-Рике Франсиско Наварро, который по поручению президента Портеса Хиля провёл переговоры по урегулированию никарагуанского кризиса: 
Как бы ни было сильно моё желание принять предложение мексиканского правительства, я не могу этого сделать. Американские войска необходимы в Никарагуа для поддержания порядка. Как только последний американский солдат покинет никарагуанскую территорию, моё правительство не сможет больше удерживать власть, поэтому я прошу Вас сообщить мексиканскому правительству, что я не требую у вашингтонского кабинета отзыва американских войск лишь по соображениям, связанным с поддержанием внутреннего порядка…»
. 1 июня 1930 года при содействии морской пехоты США в стране были открыты дополнительные концентрационные лагеря, в которые помещались сторонники Сандино.

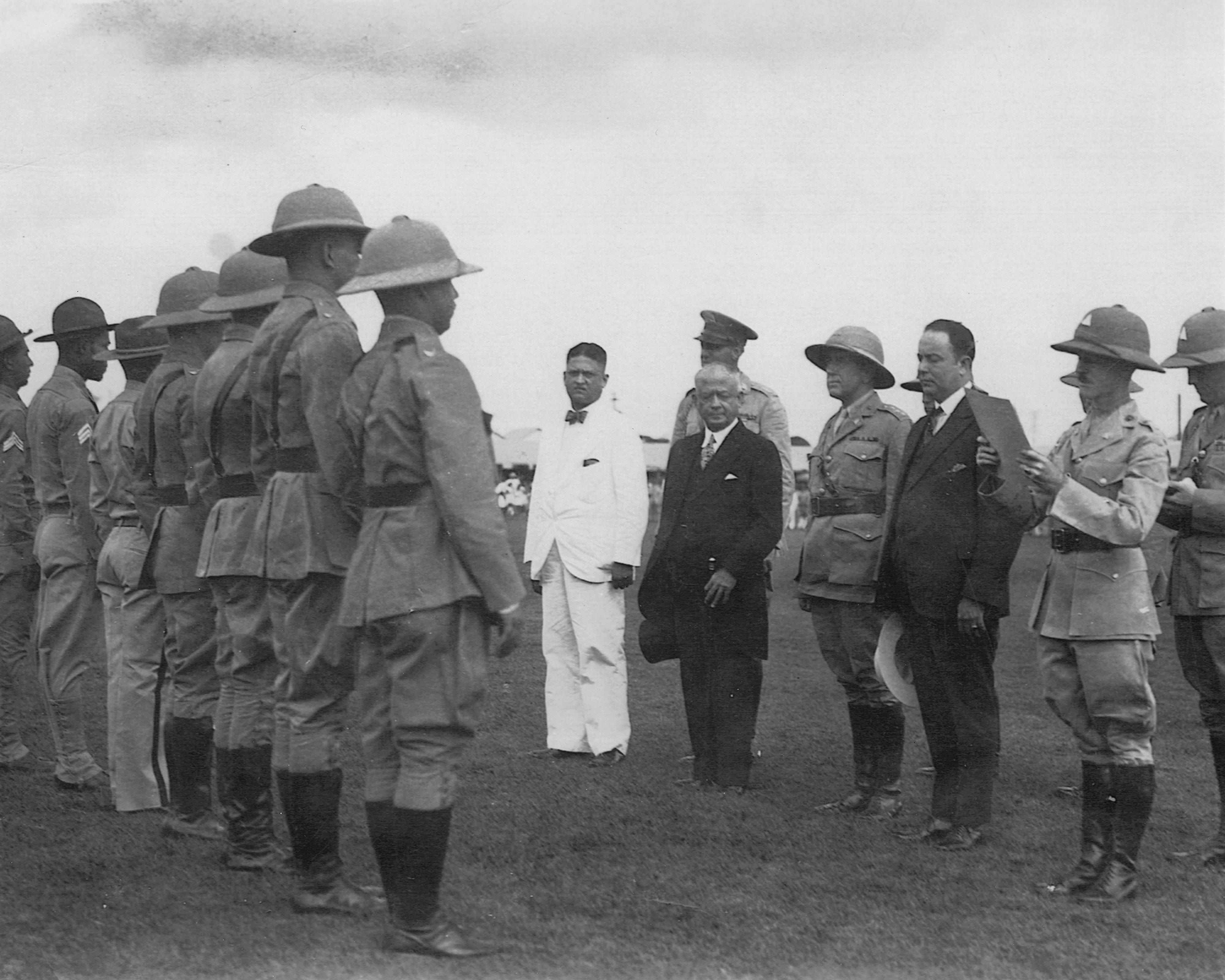
Президент Монкада и генерал Анастасио Сомоса на церемонии в окружении морской пехоты США. 1930 год.

Сам Монкада купил скотоводческое поместье и построил виллу „Венеция“ в лагуне Масайя, в Масатепе. Покупка поместья на консервативном юге стали причиной обвинений в том, что президент куплен консерваторами. Мексиканский консул в Манагуа прямо написал в Мехико президенту Эмилио Портесу Хилю, о чём тот не преминул вспомнить в своих мемуарах: 
Консерваторы делают всё, чтобы привлечь президента на свою сторону… В Никарагуа стало историческим законом, когда руководитель государства или посол США не могут устоять перед толстой мошной гранадских консерваторов, не скупящихся на подкуп.

#### Мероприятия правительства
Монкада использовал передышку для укрепления позиций своего правительства. Он начал строительство президентского дворца на холме Тискапа, который был торжественно открыт 4 января 1931 года, а 31 октября 1929 года учредил департамент Манагуа (Managua, Distrito Nacional). В 1930 году в страну были возвращены и торжественно захоронены останки президента Хосе Сантоса Селайи, скончавшегося в изгнании в США в 1917 году. В период своего правления Х. М. Монкада учредил Службу авиапочты, совершавшую рейсы из Никарагуа в Мексику, Нью-Йорк и в страны Центральной Америки. Авиация начала обслуживать также и почтовую службу внутри самой Никарагуа. При нём, несмотря на продолжавшуюся войну, был принят закон о поощрении туризма. Одновременно продолжалось формирование при участии офицеров США Национальной гвардии Никарагуа, которой предстояло выполнять функции армии, жандармерии и пограничной охраны. Монкада продолжил „политику добрососедства“ (исп. Política de Buena Vecindad) с США и другими странами региона. В мае 1930 года он ратифицировал Договор Эсгуэрры-Баркенаса от 1928 года, по которому Никарагуа передала Колумбии спорные острова Сан-Андрес и Провиденсия. Монкада также принял условия проведённого королём Испании Альфонсо XIII арбитража о сохранении никарагуанского гражданства населением бывшего Москитного Берега, оказавшимся на территории Гондураса.
Большое внимание было уделено восстановлению избирательной системы и формированию выборных органов власти. 31 октября 1929 года Монкада своим декретом изменил ст. 109 Избирательного закона, реформировав структуру избирательных округов. 8 мая 1930 года президент США назначил капитана ВМФ США Альфреда Уилкинсона Джонсона председателем Национального избирательного совета Никарагуа, а в июле в страну прибыли дополнительные американские силы для обеспечения безопасности на парламентских выборах, которые состоялись 2 ноября 1930 года. Либеральная националистическая партия обеспечила себе большинство в палатах Национального конгресса, однако на этот раз активность избирателей была намного ниже, чем в 1928 году. В середине ноября большая часть американского избирательного персонала была эвакуирована из Никарагуа, а

#### Возвращение Сандино
Затишье продолжалось весь 1929 года и продолжилось в 1930, однако в начале мая А. С. Сандино вернулся в страну и 19 июня 1930 года его силы вновь перешли к активным действиям в прибрежных провинциях на северо-западе. Война продолжилась,
Великая депрессия 1929 года ударила по Никарагуа резким падением цен на кофе. Оставшиеся без работы и средств к существованию работники предприятий, рабочие с плантаций и крестьяне теперь уходили в сельву и пополняли ряды сторонников Сандино, а левые социалисты при поддержке Коминтерна основали Партию никарагуанских рабочих (исп. Partido de Trabajadores Nicaraguenses). Правительство Монкады смогло противопоставить этому только репрессии и аресты в рабочей среде. В 1931 году сандинисты свободно проводили военные операции на севере, востоке и в центральной части страны, а власти США уже рассматривали пути избавления от никарагуанской проблемы. 13 февраля 1931 года ставший государственным секретарём США Генри Стимсон объявил о начале вывода морской пехоты из Никарагуа.

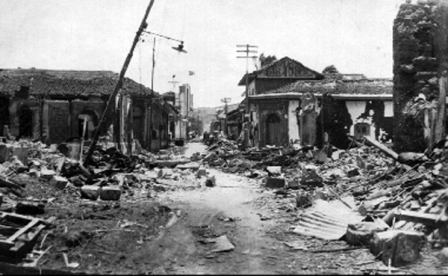
Разрушения в Манагуа 31 марта 1931 года.

#### Землетрясение Великого вторника
В Великий вторник (Martes Santo) 31 марта 1931 года в 10.15 утра в Манагуа произошло землетрясение амплитудой в 5,8 балла по шкале Рихтера. В этот день рынки, склады и магазины столицы были забиты людьми, которые готовились к Пасхе. Часть из них была погребена под руинами, оставшихся в живых охватила паника, умножившая жертвы. Были разрушены многие общественные здания, а пожары, начавшиеся с аптек, где взорвались легковоспламеняющиеся вещества, охватили целые кварталы столицы. Разрушен был и новый президентский дворец на холме Тискапа, однако в тот день он был пуст. Президент Монкада проводил Пасхальную неделю в своей вилле „Венеция“. В его отсутствие, в 11.00 командующий Национальной гвардией американский генерал Кальвин Б. Мэтьюс ввёл осадное положение и взял на себя руководство ликвидацией последствий землетрясения. Кальвин Мэтьюс по каким-то причинам прямо не уведомил Монкаду о случившемся и тот узнал о событиях в столице от вестового, присланного с телеграфа в Масетепе, где обо всём стало известно из информационных сообщений США. Вечером Монкада прибыл в Манагуа, где остановился у своего племянника, заместителя министра иностранных дел Анастасио Сомосы. 1 апреля правительство на несколько дней переехало в Масаю.
К августу 1931 года экономическое положение страны стало ещё более тяжёлым. Для восстановления Манагуа на 12,5 % были повышены налоги, а также введена государственная монополия на продажу спичек и бензина. Латиноамериканские наблюдатели считали, что серьёзно подрывают бюджет страны и расходы на создание Национальной гвардии. Мексиканский консул писал своему правительству: „На гвардию расходуется по 90 000 долларов в месяц, не считая непредусмотренных и чрезвычайных расходов, которые так же покрываются в первую очередь“ . Тем не менее, правительство Монкады продолжило реконструкцию разрушенной столицы

#### Муниципальные выборы 1931 года
Землетрясение Великого вторника, депрессия и возвращение Сандино серьёзно осложнили ситуацию в стране. Так как предстоявшие в ноябре муниципальные выборы, которые должны были завершить формирование выборных властей на всех уровнях, оказались под угрозой, Монкада 18 июня 1931 года вновь попросил США взять под контроль избирательный процесс в Никарагуа. 11 июля его просьба была удовлетворена и главой наблюдателей на выборах стал майор Чарльз Принс. В сентябре ситуация осложнилась резкой оппозицией консерваторов политике Монкады и манёврами самого президента, пожелавшего сохранить власть и после четырёх лет правления. 10 сентября 1931 года Консервативная партия заявила об отказе от участия в муниципальных выборах. В те же дни посол Никарагуа в Вашингтоне Хуан Баутиста Сакаса предоставил государственному секретарю Стимсону разработанный в Манагуа план конституционной реформы и выборов в Учредительное собрание. Генри Стимсон не возражал против созыва Учредительного собрания, но отверг возможность отмены президентских выборов 1932 года, чем блокировал попытку Монкады продлить президентские полномочия. Муниципальные выборы прошли 1 ноября 1931 года, однако, как отмечали представители США, не решили многих проблем. В пяти охваченных войной департаментах их провести в полном объёме не удалось, консерваторы бойкотировали избирательный процесс в целом, но на местах выступили как независимые кандидаты и имели успех, поставивший под угрозу власть либералов.

#### Президентские выборы 1932 года
Правление Монкады походило к концу, и приближались новые президентские выборы, ставшие основным событием 1932 года. Партизанское движение Сандино успешно продолжалось и 4 января 1932 года главой Национального избирательного совета был назначен американский адмирал Кларк Вудворт. В начале апреля лидеры либералов и консерваторов встретились, чтобы обсудить взаимные гарантии и распределение мест в правительстве, Конгрессе и муниципалитетах после эвакуации войск США. Монкада намеревался сделать кандидатом от либералов Леонардо Аргуэльо, однако не встретил полной поддержки в партии, расколовшейся на две фракции. Большая часть либералов поддержала бывшего претендента в президенты Хуана Баутисту Сакасу, который и стал кандидатом. Консерваторы выдвинули в президенты предшественника Монкады Адольфо Диаса, а в вице-президенты — Эмилиано Чаморро. 30 июня все кандидаты в президенты и в вице-президенты подписали соглашение, по которому гарантировали права политического меньшинства и обязались включить этот принцип в конституцию страны. Через месяц, 27 июля, было восстановлено единство в рядах либералов: все четыре претендента от Либеральной партии подписали „договор чести“, по которому обещали поддержку выдвиженцу от Леона Сакасе в обмен на места сенаторов и депутатов. 3 октября Сакаса и Диас подписали новое соглашение о взаимных гарантиях на период после выборов.
Тем временем в октябре 1932 года силы Сандино заняли Сан-Франциско дель Карнисеро в 3 часах пути от столицы, чем вызвали панику, а в ходе избирательной кампании в США кандидат в президенты Франклин Рузвельт выступил против продолжения войны в Никарагуа. Одним из последних актов Монкады стало назначение 19 декабря 1932 года на пост шеф-директора Национальной гвардии, которая должна была перейти под командование никарагуанских офицеров 1 января 1933 года, своего бывшего личного секретаря Анастасио Сомосы. В конце 1932 года президент Монкада уединился на своей вилле „Венеция“ и прибыл в столицу только на церемонию передачи власти.

### После отставки
Последним появлением Хосе Марии Монкады на политической арене стало 21 февраля 1934 года, когда он прибыл в Манагуа и некоторое время совещался с президентом Х. Б. Сакасой в президентском дворце. В полдень Монкада принял участие в завтраке у посла США Артуро Блисс Лейна вместе с генералом Сомосой. Их беседа у посла шла несколько часов, до 15.00, а вечером того же дня национальными гвардейцами был убит прибывший на переговоры в столицу генерал Аугусто Сесар Сандино. После этого Монкада окончательно поселился на вилле „Венеция“, посвятив себя литературной и издательской деятельности. В 1936 году он начал издавать в Манагуа газету „El Liberal“, в 1941 году издал книгу „El Hemisferio de la Libertad“, а в 1942 году „Estados Unidos en Nicaragua“.
Он иронично относился к установившему свою личную диктатуру генералу Анастасио Сомосе, и на одной из церемоний откровенно воскликнул, что украшенный бесчисленными военными регалиями президент напоминает ему „лошадь мексиканского грубияна“ (исп. se parecía al caballo de un charro mexicano).
 Хосе Мария Монкада Тапиа скончался 23 февраля 1945 года в Манагуа от сердечной недостаточности и был похоронен на Ротонде известных людей Центрального (Восточного) кладбища никарагуанской столицы.

## Литературная деятельность
В течение жизни Хосе Мария Монкада не отказывался от работы над литературными произведениями. В бурном 1927 году он успел написать роман „Anacaoma“, который так никогда и не издал, но в 1929 году, став президентом, переиздал романы „Lo Porvenir“, написанный ещё в 1900 году и „El Gran Ideal“, законченный в 1901 году.

## Личность Х. М. Монкады и её оценки
Известно, что Хосе Мария Монкада не преставал заниматься самообразованием и не любил врачей, адвокатов и священников. Его любимыми авторами были Сервантес (особенно его роман „Дон Кихот“), Марк Туллий Цицерон и Байрон. Монкада восхищался подвигом никарагуанки Рафаэлы Эрреры, двадцатилетней дочери командира форта Инмакулада Консепсьон, возглавившей оборону устья реки Сан-Хуан от англичан в 1762 году. Маноло Куадра отмечал его независимый характер. По его словам Монкада не руководствовался ни личными связями, ни личной выгодой. У него не было друзей и постоянных любовных привязанностей и личные качества Монкады определялись, прежде всего, его рационализмом, индивидуализмом и эгоизмом.
В 1908 году Монкада писал в своих „Cosas de Centroamérica“:
Свобода не  может существовать для тех народов, которые  не умеют ею пользоваться. Необходимо обучать их, ковать их, способствуя тому, чтобы сначала в их национальное сознание проникла идея, состоящая в том, что свобода не более, чем глубокое уважение прав каждого; что свобода – прежде всего обязанность, а не право.
Мир стеснён и страдает ради подлой и ничтожной монеты, а личные экономические интересы всегда торжествуют, пусть даже Родина падает в пропасть. Эта атмосфера душит нас, и не только в Никарагуа, а во всём мире. Сначала жизнь, еда, говорят индивиды, а уж после - идея.
.
Наиболее непримиримым оппонентом Монкады был генерал Аугусто Сесар Сандино, который утверждал:
Генерал Moнкада игнорирует […]  потребности и страдания рабочего класса, потому что он не принадлежит к этому коллективу, который вынужден прокладывать себе дорогу тяжелым трудом, своими руками, недоедая и плохо одеваясь […,] он игнорирует […] тяжелую социальную проблему своих сограждан, которые […] воззвали о правосудии, в котором им отказывали.
В Политическом манифесте от 1 июля 1927 года Сандино писал: „У генерала Монкады — этого предателя — нет ни чувства воинского долга, ни патриотизма… Я вызываю на бой этого дезертира, перешедшего на сторону иноземного врага с людьми и оружием.“ .
Советский историк Гонионский С. А. так оценивал никарагуанского президента: „этот 55-летний жуир, любитель женщин и вина, жадно тянулся к власти“.
Александр Тарасов дал схожую, но более развёрнутую характеристику: 
Монкада никаких твердых политических взглядов не имел, он побывал и в партии либералов, и в партии консерваторов, любил шикарно пожить, частенько бывал изрядно пьян и считал себя неотразимым мужчиной. Но поскольку генералу было уже 55 лет, был он изрядно потаскан и обычно нетрезв, то в отношениях с женским полом у этого жуира стали нарастать трудности. Генерала «повело» на малолеток. Одних он запугивал, других — задабривал подарками. Подарки требовали денег.
Но у Х. М. Монкады были и защитники. Будущий госсекретарь США полковник Генри Стимсон высоко оценивал военные и организаторские способности Монкады, сумевшего провести свою необученную армию с атлантического побережья Никарагуа через горы и сельву в восточные районы страны и угрожать столице .
Карлос Куадра Пасос считал, что Х. М. Монкада, при всех своих недостатках, оставался истинным никарагуанцем
Рафаэль Элиодоро Вале в своей „Historia de las ideas en Centroamérica“, изданной в 1960 году, утверждал, что Х. М. Монкада оказал влияние на общественную жизнь Гондураса как политический мыслитель.
Луис Мена Солорсано считал Монкаду борцом против олигархии, за интересы среднего класса.

## Загадка истории с платком
В мае 2001 года в т. н. „фонде Сомосы“ архива Института истории Никарагуа было обнаружено письмо Хосе Марии Монкады, написанное им ранним утром 6 февраля 1933 года на вилле „Венеция“ и адресованное Сальвадоре Дебайле де Сомоса, жене генерала Анастасио Сомосы. В письме он упоминает о царившей в Манагуа эйфории вокруг прибытия туда генерала Сандино и о том, что простые никарагуанцы хлопковыми платками вытирали с лидера повстанцев пот, как со статуи Христа в Масатепе, и оставляли их себе как талисманы. Далее письмо содержит неожиданную просьбу Монкады, который выражает желание получить такой же платок:
Попросите у своего мужа, который Вам доверяет, лоскут хлопка, которым вытирался Сандино, пусть он пошлёт его мне, чтобы он хранился здесь, в «Венеции», как талисман […]  Если Тачо не сможет оказать мне эту услугу, возможно, это сделали бы доктор  Федерико Сакаса или его брат сеньор Президент, или кто-либо  другой из тех, что садились за стол со знаменитым разбойником […]  Это юмор, однако он может послужить тому, чтобы дон Тачо, Ваш муж, вспомнил о каторжниках на галере, которых освободил Дон Кихот или о совете  Фабарда, военного писателя, который говорил, что хороший командир никогда не должен спать,  доверяя силе соглашений.
1 июня 2001 года письмо было опубликовано правой никарагуанской газетой „LA PRENSA“, что вызвало отразившуюся в прессе общественную дискуссию. Автор книги о правителях Никарагуа Альдо Диас Лакайо считал, что письмо не более, чем слабо завуалированное предупреждение Сомосе не доверять соглашению с повстанцами. Писатель Алехандро Боланьос Гейер, автор книги о мистическом мировоззрении Сандино, так же полностью отрицал всякие суеверные, и, тем более, религиозные, мотивы у материалиста Монкады, но не исключал версии, что письмо Монкады — это просто подделка.

## Сочинения
- Moncada, José María Educacion, trabajo y ciencia: (metodo de enseñanza integral). Tegucigalpa. Tipografia Nasional, 1904
- Moncada, J. M., & Gahan, A. C. (1912). The social world.
- Moncada, J. M. (1913). Justice!: An appeal to the Executive Power and the Senate of the United States. New York: [s.n.].
- Moncada, J. M., & Gahan, A. C. (1911). Imperialism and the Monroe doctrine (their influence in Central America).
- Moncada, J. M., & Gahan, A. C. (1911). Social and political influence of the United States in Central America. New York: s.n
- Moncada, José María. La revolución contra Zelaya. Memorias del Gral. José María Moncada. Masaya, Nicaragua 193(?). Original. Mecanografiado por Apolonio Palacios, durante la administración Moncada. Fondo Moncada IHNCA.
- Moncada, José María. Estados Unidos en Nicaragua. Managua, D.N., Nicaragua, C.A. 1942.
- Moncada, José, María. 1985: „Nicaragua, sangre en sus montañas“. San José, California — USA.»